# QFP

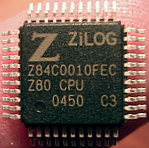
Zilog Z80 в 44-контактном QFP корпусе.

QFP (от англ. Quad Flat Package) — семейство корпусов микросхем, имеющих планарные выводы, расположенные по всем четырём сторонам. Микросхемы в таких корпусах предназначены только для поверхностного монтажа; установка в разъём или монтаж в отверстия штатно не предусмотрены, хотя переходные коммутационные устройства существуют. Количество выводов QFP-микросхем обычно не превышает 200, с шагом от 0,4 до 1,0 мм.
Корпус стал широко распространённым в Европе и США в 90-х годах двадцатого века. Однако, ещё в 70-х годах QFP-корпуса начали использоваться в японской бытовой электронике.
Корпус PLCC схож с QFP-корпусом, но при этом имеет более длинные выводы, загнутые так, чтобы было возможно не только припаять микросхему, но и установить её в гнездовую панель, что часто используется для установки микросхем памяти.

## Разновидности

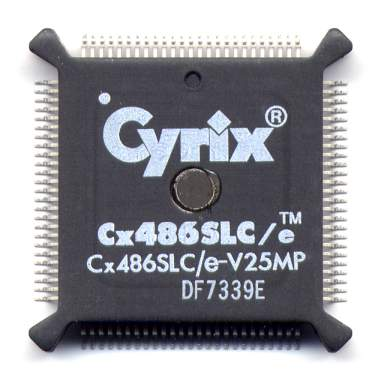
Cyrix Cx486SLC в BQFP-корпусе

Форма основания микросхемы — прямоугольная, а зачастую используется квадрат. Корпуса обычно различаются только числом выводов, шагом, размерами и используемыми материалами. BQFP отличается расширениями основания по углам микросхемы, предназначенными для защиты выводов от механических повреждений до запайки.
- BQFP: от англ. Bumpered Quad Flat Package
- BQFPH: от англ. Bumpered Quad Flat Package with Heat spreader
- CQFP: от англ. Ceramic Quad Flat Package
- FQFP: от англ. Fine Pitch Quad Flat Package
- HQFP: от англ. Heat sinked Quad Flat Package
- LQFP: от англ. Low Profile Quad Flat Package
- MQFP: от англ. Metric Quad Flat Package
- PQFP: от англ. Plastic Quad Flat Package
- RQFP: от англ. Power Quad Flat Package
- SQFP: от англ. Small Quad Flat Package
- TQFP: от англ. Thin Quad Flat Package
- VQFP: от англ. Very small Quad Flat Package
- VTQFP: от англ. Very Thin Quad Flat Package